# José Antonio Fernández Prieto
José Antonio Fernández Prieto (Mieres, 1950-Oviedo, 7 de noviembre de 2019) fue un botánico, ecólogo, pteridólogo, fitogeógrafo español, que trabajó como catedrático en la Unidad de Botánica del Departamento de Biología de Organismos y Sistemas de la Universidad de Oviedo.

## Actividad científica
Fue director del INDUROT (Instituto de Recursos Naturales y Ordenación del Territorio) de la Universidad de Oviedo entre 1997 y 2001.
Ocupó el cargo de Director Científico del Jardín Botánico de Gijón desde su creación hasta 2007.
Falleció repentinamente el 7 de noviembre de 2019 a los sesenta y nueve años en su domicilio.

## Algunas publicaciones
- J.A. Fernández Prieto (1978). Notas sobre la flora astur-leonesa. Rev. Fac. Cienc. Oviedo 17-19:303-308.
- Díaz, TE y J.A. Fernández Prieto (1994). La vegetación de Asturias. Itinera Geobot. 8: 243-528
- B. Jiménez-Alfaro, G. A. Bueno Sánchez y J. A. Fernández Prieto (2005). Ecología y conservación de Centaurium somedanum M. Laínz (Gentianaceae), planta endémica de la Cordillera Cantábrica (España). Pirineos 160.

### Libros
- 1996. La Reserva Integral de Muniellos: flora y vegetación. Volumen 1 de Cuadernos de medio ambiente: Naturaleza. Ed. Principado de Asturias, Consejería de Agricultura. 206 pp. ISBN 8478474099, coedición junto, Álvaro Bueno Sánchez.
- 1997. Flora y vegetación de la ría de Villaviciosa. Volumen 2 de Cuadernos de medio ambiente: Naturaleza. Ed. Principado de Asturias, Consejería de Agricultura. 183 pp. ISBN 847847451X, coedición junto Álvaro Bueno Sánchez.
- Tomás Emilio Díaz González, José Antonio Fernández Prieto, Antonio Vázquez. 2002. Paisaje vegetal del noroeste ibérico: el litoral y orquídeas silvestres del territorio. Colección Mayor. Ed. Trea. 302 pp.
- 2002. Curso de botánica. Volumen 1 de Trea ciencias. Ed. Trea. 574 pp. ISBN 8497041135, coedición con Tomás Emilio Díaz González y María del Carmen Fernández-Carvajal Álvarez.

## Honores
- Miembro correspondiente del Real Instituto de Estudios Asturianos (RIDEA) desde 2010.

- Premio "Juan Uría" (XXIII Ed.),[2] concedido por la Consejería de Cultura del Gobierno del Principado de Asturias, por el trabajo de investigación denominado «La expedición botánica a Asturias de Michel Charles Durieu de Maisonneuve en 1835».

- Le ha sido dedicada la especie híbrida Ranunculus × prietoi Cires, in Pl. Biosystems 146(Suppl.): 204 (2-VIII-2012) [= Ranunculus amplexicaulis L. × Ranunculus gramineus L.]

- La abreviatura «Fern.-Prieto o Fern.Prieto» se emplea para indicar a José Antonio Fernández Prieto como autoridad en la descripción y clasificación científica de los vegetales.[3]